# Headhunterz
Headhunterz, HHZ, właśc. Willem Rebergen (ur. 12 września 1985 w Veenendaal) – holenderski DJ i producent muzyczny. Był właścicielem pododdziału wytwórni Scantraxx – Scantraxx Reloaded.
W wieku 9 lat Willem śpiewał w chórze, który nagrał kilka płyt. Rok później brał udział w zajęciach emisji głosu, które praktykuje do dziś. Swoje pierwsze doświadczenie jako DJ zdobył na evencie Q-Dance’a – Defqon 1, gdzie został odkryty przez The Prophet.
Od tamtej pory grał na wszystkich ważniejszych imprezach hardstyle’owych, jak Qlimax, Defqon 1, In Qontrol, Q-Base, X-Qlusive, Sensation Black, Decibel, HardBass.
W 2007 roku stworzył hymn Qlimaxu, o nazwie The Power Of The Mind. W 2008 roku wraz z Wildstylez wydał album zatytułowany Project One, który został entuzjastycznie przyjęty. W 2009 roku nagrał hymn Defqon.1, pod tytułem Scrap Attack. W 2010 roku w styczniu był gwiazdą X-Qlusive. W 2010 roku nagrał hymn Defqon.1 AU, pod tytułem Save Your Scrap For Victory. W maju 2011 stworzył własne show Hard With Style na którym prezentuje zarówno najlepsze nadchodzące utwory, jak i już wydane.
Na żywo w ustream zapowiedział oficjalnie wydanie swojego albumu w roku 2012 na którym znajdą się między innymi Doomed, From Within (Winne Edit), Hard With Style i inne. Wszystkie pieniądze zarobione na nim będą oddane na cele dobroczynne.
Dubbingował George’a i Freda Weasleyów w holenderskiej wersji Harry’ego Pottera oraz Troya Boltona w serii High School Musical.
20 października 2012 odbyła się impreza na styl X-Qlusive, gdzie w nazwie imprezy znajduje się pseudonim danego artysty, w tym przypadku było to „Hard With Style” (nazwa mixów wydawanych przez tego DJ-a). Odbyła się ona w Holandii na stadionie Ziggo Dome znajdującym się w Amsterdamie.
5 lutego 2013 podpisał umowę z amerykańską wytwórnią Ultra Music i ogłosił start swojego wydawnictwa Hard With Style.
W lutym 2014 roku ogłosił dużą zmianę w swojej karierze która okazała się odejściem od muzyki Hardstyle na rzecz brzmień bliższych bigroom oraz electro house. Dzięki temu rozpoczął tworzyć utwory z takimi producentami jak W&W, Martin Garrix, Oliver Heldens, Hardwell, Skrillex, Steve Aoki, Dyro.
25 czerwca 2017 podczas festiwalu Defqon.1, Willem oficjalnie ogłosił swój powrót do pierwotnego gatunku Hardstyle, zapowiadając kolejny mini-album.
Na początku 2018 roku wspólnie z Wildstylez założyli wytwórnię Art Of Creation. W niej wydał wcześniej zapowiadany mini-album "The Return Of Headhunterz".

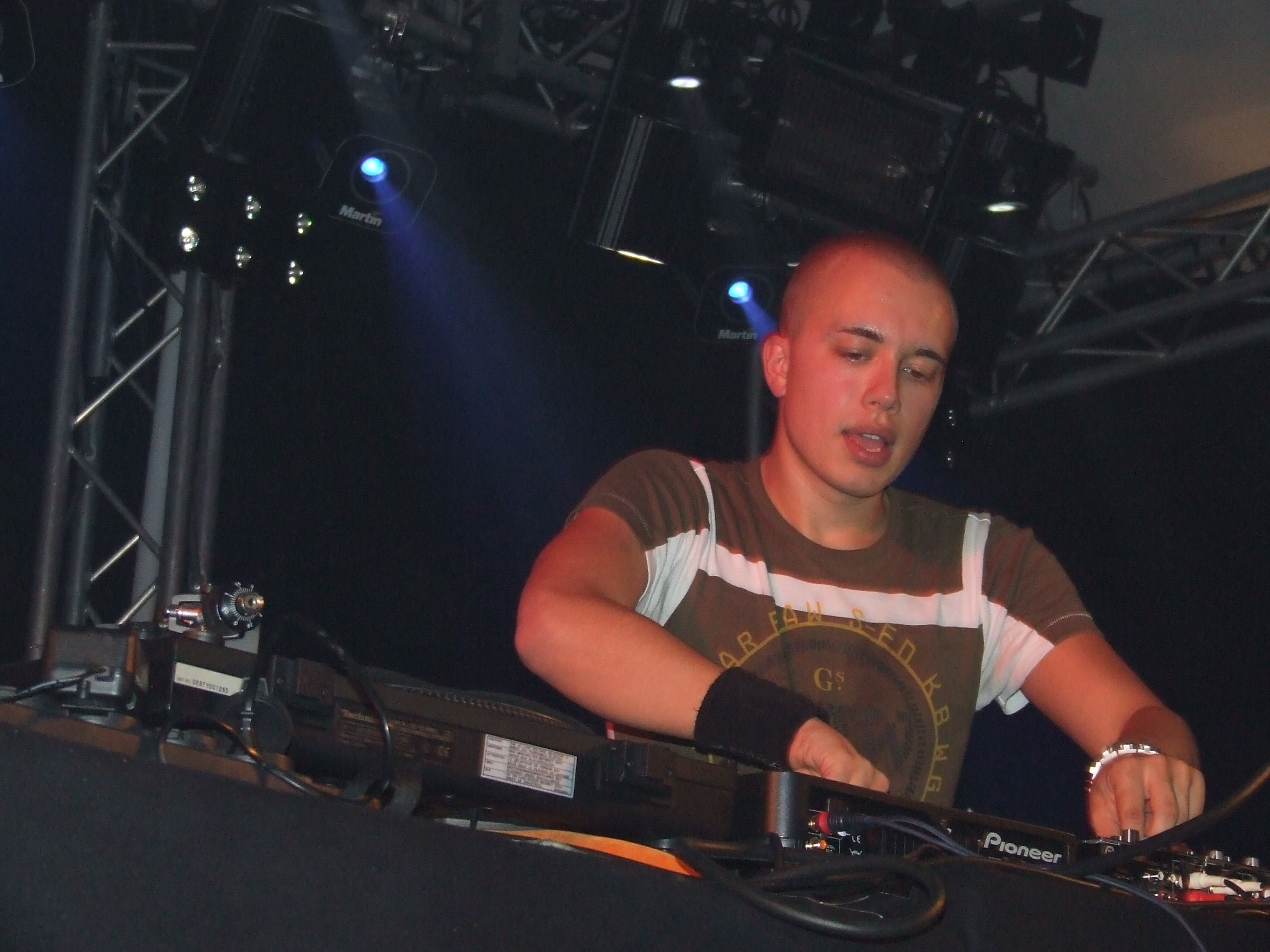
Headhunterz w 2007 roku.

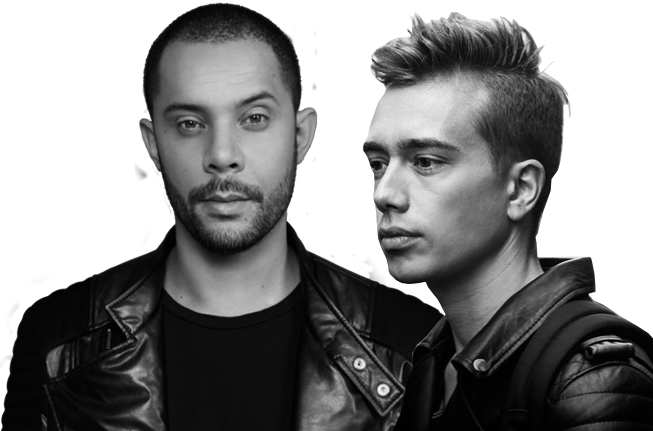
Joram Metekohy i Willem Rebergen razem tworzą supergrupę Project One.

## Albumy
| Rok  | Tytuł |
| ---- | --- |
| 2005 | Breaking The Rules - jako Nasty D-Tuners - data wydania: 15 października - wytwórnia: Hardcontrol Records - Nośnik: Płyta gramofonowa 12″                                 |
| 2005 | Check Ya Head - jako Nasty D-Tuners - data wydania: 17 maja - wytwórnia: Hardcontrol Records - Nośnik: Płyta gramofonowa 12″                                              |
| 2006 | Aiming For Ur Brain - data wydania: czerwiec - wytwórnia: Scantraxx Specials - Nośnik: Płyta gramofonowa 12″                                                              |
| 2006 | The Sacrifice - data wydania: sierpień - wytwórnia: Scantraxx Specials - Nośnik: Płyta gramofonowa 12″                                                                    |
| 2006 | Time 2 Rock / Victim Of My Rage - data wydania: wrzesień - wytwórnia: Scantraxx Reloaded - Nośnik: Płyta gramofonowa 12″                                                  |
| 2007 | Scantraxx Rootz - Headhunterz vs. Abject - data wydania: 12 stycznia - wytwórnia: Scantraxx Reloaded - Nośnik: Płyta gramofonowa 12″                                      |
| 2007 | High Rollerz / Scar Ur Face - The Prophet feat. Headhunterz - data wydania: 1 marca - wytwórnia: Scantraxx Reloaded - Nośnik: Płyta gramofonowa 12″                       |
| 2007 | Brennan Heart – Rush The RMX - We Are Possessed (Headhunterz Remix) - data wydania: 23 kwietnia - wytwórnia: M!D!FY - Nośnik: Płyta gramofonowa 12″                       |
| 2007 | Rock Civilization - data wydania: 18 czerwca - wytwórnia: Scantraxx Reloaded - Nośnik: Płyta gramofonowa 12″                                                              |
| 2007 | Forever Az One / Digiwave - data wydania: 9 listopada - wytwórnia: Scantraxx Reloaded - Nośnik: Płyta gramofonowa 12″                                                     |
| 2007 | The Power Of The Mind - data wydania: - wytwórnia: Q-Dance - Nośnik: Płyta gramofonowa 12″                                                                                |
| 2008 | Various Artists – Qlimax 2007 – The Official Live Registration - data wydania: styczeń - wytwórnia: USM - Nośnik: CD, DVD-Audio                                           |
| 2008 | Subsonic - data wydania: 11 lutego - wytwórnia: Scantraxx Reloaded - Nośnik: Płyta gramofonowa 12″                                                                        |
| 2008 | Call It Music / W.U.W.H. - Tatanka meets Headhunterz / Tatact - data wydania: 15 lutego - wytwórnia: Zanzatraxx - Nośnik: Płyta gramofonowa 12″                           |
| 2008 | Blame It On The Music - Headhunterz vs. Wildstylez - data wydania: 4 marca - wytwórnia: Scantraxx Reloaded - Nośnik: Płyta gramofonowa 12″                                |
| 2008 | Last Of The Mohicanz / Reloaded Part 2 - data wydania: 2 kwietnia - wytwórnia: Scantraxx Specials - Nośnik: Płyta gramofonowa 12″                                         |
| 2008 | Various Artists – Kings Of Hard - Tracks 1 to 10 on CD 1 mixed by Headhunterz - data wydania: 13 maja - wytwórnia: Sonic Solution - Nośnik: CD, Podwójny album            |
| 2008 | Zanza Labs – Biological Chemistry / Zanzarismo - Biological Chemistry (Headhunterz Remix) - data wydania: 21 maja - wytwórnia: Zanzatraxx - Nośnik: Płyta gramofonowa 12″ |
| 2008 | Headhunterz & Wildstylez Present: Project One – The Album - data wydania: 3 lipca - wytwórnia: Cloud 9 Dance - Nośnik: CD                                                 |
| 2008 | Project One – Life Beyond Earth / The Zero Hour - data wydania: 22 czerwca - wytwórnia: Scantraxx Reloaded - Nośnik: Płyta gramofonowa 12″                                |
| 2008 | Just Say My Name - data wydania: 15 grudnia - wytwórnia: Scantraxx Reloaded - Nośnik: Płyta gramofonowa 12″                                                               |
| 2009 | The Fear Of Darkness/A New Day - data wydania: 26 stycznia - wytwórnia: Scantraxx Reloaded - Nośnik: Płyta gramofonowa 12”, Płyta gramofonowa 45                          |
| 2009 | Scrap Attack (Defqon.1 Anthem 2009) - data wydania: 2 czerwca - wytwórnia: Q-Dance - Nośnik: Płyta gramofonowa 12″                                                        |
| 2009 | The Muzikal Revolution/Megasound - data wydania: 1 lipca - wytwórnia: Scantraxx Reloaded - Nośnik: Płyta gramofonowa 12”, Płyta gramofonowa 45                            |
| 2010 | Psychedelic / Dreamcatcher / Emptiness - data wydania: 26 lutego - wytwórnia: Scantraxx Reloaded                                                                          |
| 2010 | Studio Sessions - data wydania: 8 marca - wytwórnia: Scantraxx Reloaded                                                                                                   |
| 2010 | Save Your Scrap For Victory - data wydania: 15 listopada - wytwórnia: Q-Dance Records                                                                                     |
| 2011 | From Within / The Message Is Hardstyle - data wydania: 30 maja - wytwórnia: Scantraxx Reloaded                                                                            |
| 2011 | Doomed - data wydania: 11 lipca - wytwórnia: Scantraxx Reloaded |
| 2012 | Sacrifice - data wydania: 15 marca - wytwórnia: Scantraxx |
| 2012 | World Of Madness feat. Wildstylez & Noisecontrollers - data wydania: 16 kwietnia - wytwórnia: Q-Dance                                                                     |
| 2012 | VA – Hard With Style - data wydania: 19 października - wytwórnia: Be Yourself Music                                                                                       |
| 2013 | The Leaked EP - data wydania: 21 października - wytwórnia: Hard With Style Records                                                                                        |
| 2013 | United Kids of the World feat. Krewella - data wydania: 19 listopada - wytwórnia: Ultra Music                                                                             |
| 2014 | Breakout - Headhunterz & Audiofreq - data wydania: 7 marca - wytwórnia: Ultra Music                                                                                       |
| 2014 | Shocker feat. W&W - data wydania: 8 września - wytwórnia: Mainstage Music                                                                                                 |
| 2014 | We Control The Sound feat. W&W - data wydania: 24 października - wytwórnia: Ultra Music                                                                                   |
| 2015 | Once Again - data wydania: 16 lutego - wytwórnia: Revealed Recordings |
| 2015 | Nothing Can Hold Us Down feat. Hardwell - data wydania: 26 stycznia - wytwórnia: Revealed Recordings                                                                      |
| 2015 | Live your life feat. Crystal Lake & Sir Llewy Project - data wydania: 25 maja - wytwórnia: Doorn Records                                                                  |
| 2015 | To Be Me feat. Raphaella (Shilo Edit ) - data wydania: 19 sierpnia - wytwórnia: Ultra Music                                                                               |
| 2015 | Won`t Stop Rocking feat. R3hab - data wydania: bd. - wytwórnia: Spinnin' Records                                                                                          |